# سانتیاگو (فیلم)
«سانتیاگو» (انگلیسی: Santiago (film)) فیلمی در ژانر ماجرایی است که در سال ۱۹۵۶ منتشر شد.

## بازیگران
- الن لاد
- چیل ویلز
- لوید نولان
- روسانا پودستا
- پائول فیکس
- رویال دانو